# Grossouvre
Grossouvre är en kommun i departementet Cher i regionen Centre-Val de Loire i de centrala delarna av Frankrike. Kommunen ligger  i kantonen Sancoins som tillhör arrondissementet Saint-Amand-Montrond. År 2022 hade Grossouvre 264 invånare.

## Befolkningsutveckling
Antalet invånare i kommunen Grossouvre
Referens:INSEE